# Wytrębowice
Wytrębowice – wieś w Polsce, położona w województwie kujawsko-pomorskim, w powiecie toruńskim, w gminie Łysomice.
| SIMC    | Nazwa    | Rodzaj    |
| ------- | -------- | --------- |
| 1031534 | Julianka | część wsi |

W latach 1975–1998 wieś administracyjnie należała do województwa toruńskiego. Według Narodowego Spisu Powszechnego (III 2011 r.) liczyła 355 mieszkańców. Jest dziewiątą co do wielkości miejscowością gminy Łysomice. W Wytrębowicach funkcjonuje firma Stex (zał. IX 1990 r.), która produkuje opakowania wszelkiego rodzaju.